# Centro Financiero Confinanzas
Aspecto da torre em junho de 2004.
O Centro Financeiro Confinanzas, também conhecida como a Torre de David, é um arranha-céu inacabado situado em Caracas, capital da Venezuela. Tem 45 andares e 190 metros de altura em uma área de construção de 121.741 m². Em julho de 2014 teve cerca de 3.000 moradores clandestinos retirados após sete anos de ocupação. Era considerado o maior cortiço vertical do mundo.